# Programmable Array Logic
PAL (ang. Programmable Array Logic) – układ na matrycy PLD posiadający jedną część nieprogramowalną, podobnie jak układ PLE, z tym że PAL posiada programowalną matrycę bramek AND. Układy te są zaliczane do grupy prostych programowalnych układów elektronicznych pierwszej generacji (SPLD).
|  |  |
|  |  |

## Opis oznaczeń układów PAL
Przykładowe oznaczenie układu: PAL 20 R 8
- pierwszy ciąg znaków charakterystyczny dla producenta:
  - PAL – AMD, MNI,
  - PALCE – AMD,
  - GAL – Lattice,
  - TIBPAL – Texas Instruments,
  - PLHS.
- pierwsza liczba oznacza liczbę wejść + wyjść ze sprzężeniem zwrotnym;
- litera oznacza: 
  - L/H – układ kombinacyjny z wyjściami aktywnymi 0/1,
  - C – układ z wyjściami komplementarnymi,
  - P – układ z polaryzacją programowalną,
  - R – układ rejestrowy,
  - RA – układ rejestrowy asynchroniczny,
  - V – układ z makrokomórkami o typie programowalnym (mogą być logiczne lub rejestrowe lub wejściowe),
- druga liczba oznacza liczbę bloków wyjściowych.

W ten sposób PAL20R8 oznacza układ rejestrowy o 20 wejściach lub wyjściach ze sprzężeniem zwrotnym, z 8 wyjściami rejestrowymi.

## Wybrane układy typu PAL

### PAL16L8
- obudowa 20 wyprowadzeń
- 10 wejść logicznych
- 8 wyjść (w tym 6 ze sprzężeniem zwrotnym, mogą być użyte jako dodatkowe wejścia lub do budowy wielopoziomowych układów logicznych)
- każde wyjście posiada 7 termów dołączonych do bramek OR oraz jeden term dla sygnału OE (ang. Output Enable).

### PAL16R6
- układ rejestrowy
- obudowa 20 wyprowadzeń
- 2 wyprowadzenia dedykowane
  - PIN 1 jako CLK do rejestrów
  - PIN 11 jako sygnał OE do buforów rejestrowych
- 8 wejść logicznych
- 6 wyjść rejestrowych
- 2 wyjścia kombinacyjne (mogą pracować w trybie wejścia)
- każde wyjście rejestrowe posiada 8 termów, a wyjście kombinacyjne 7 termów oraz jeden term dla sygnału OE (podobnie jak w PAL16L8).